# Jüdischer Friedhof Ladenburg

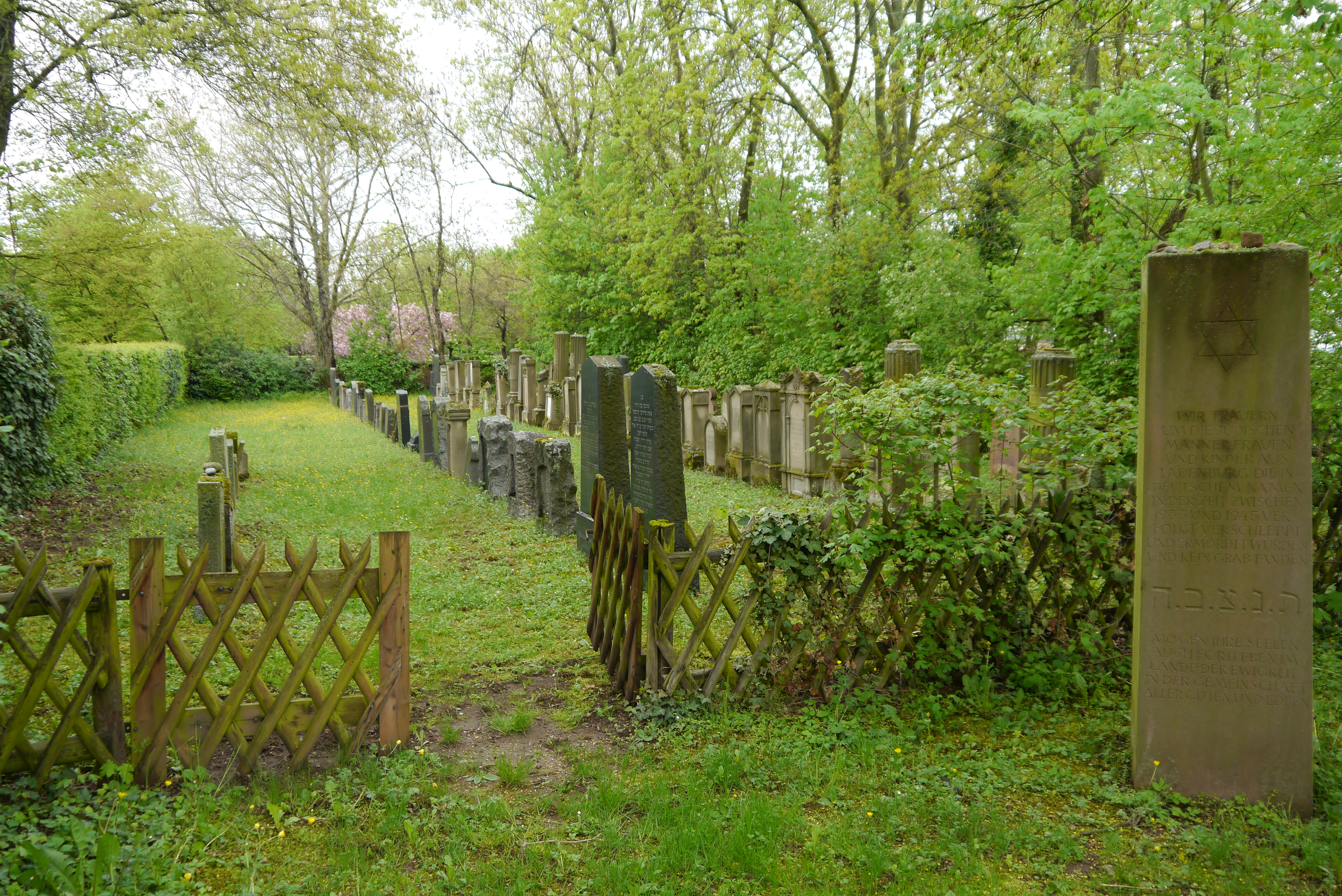
Eingang zum jüdischen Friedhof in Ladenburg

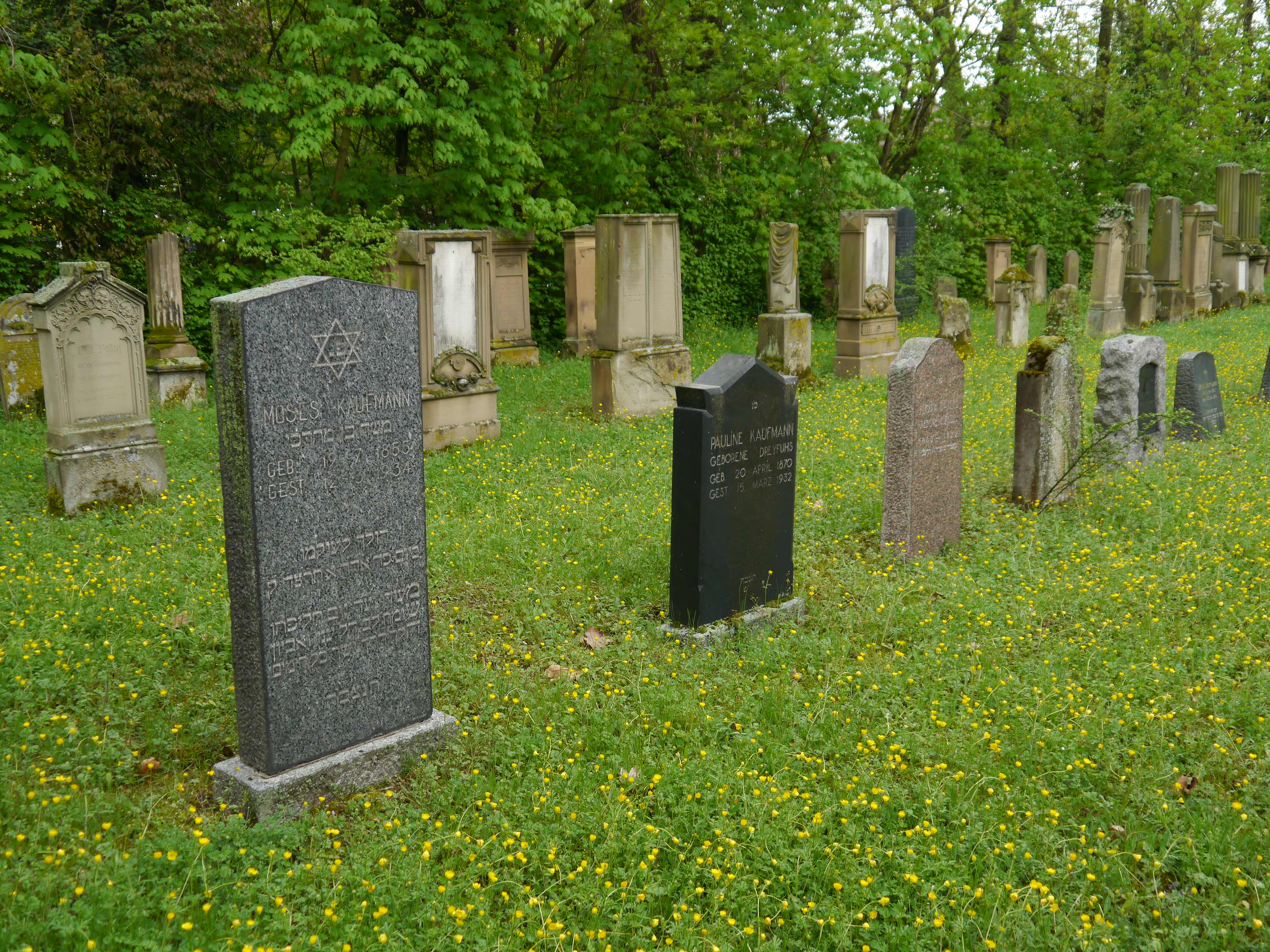
Der jüdische Friedhof aus westlicher Richtung

Der Jüdische Friedhof Ladenburg ist ein jüdischer Friedhof in Ladenburg, einer Stadt im Rhein-Neckar-Kreis im nördlichen Baden-Württemberg. Der Friedhof ist ein geschütztes Kulturdenkmal. 
Die Toten der jüdischen Gemeinde Ladenburg wurden im Mittelalter auf dem jüdischen Friedhof Worms und von 1674 bis 1847 auf dem Verbandsfriedhof, dem jüdischen Friedhof Hemsbach, beigesetzt. 
Im Jahr 1848 wurde ein eigener Friedhof am Rande des christlichen Friedhofs errichtet. Der jüdische Friedhof hat eine Fläche von 7,92 Ar, heute sind noch 96 Grabsteine vorhanden. Der älteste Grabstein stammt aus dem Jahr 1849, die letzte Bestattung fand 1938 statt.